# Ламантини
Ламантините (Trichechidae, Manatidae), познати още като морски крави, са растителноядни водни плацентни бозайници от разред Сирени (Sirenia). Счита се, че произлизат от четирикраките бозайници, обитавали сушата преди повече от 60 млн. години, а от съществуващите животни днес са в родствена близост с Хоботни (слонове) и Дамани.. Срещат се в Атлантическия океан близо до бреговете на Северна Америка.
Стелеровата морска крава въпреки сходството в името е от същия  разред Сирени, но от семейство Морски крави (Dugongidae).

## Физически характеристики и начин на живот
Ламантините тежат средно около 400 – 550 kg и са с дължина 2,8 – 3 m. Максималните размери, които са наблюдавани, са дължина от 3,6 m и тегло от 1775 kg. Женските обикновено са по-големи и тежки. Когато се родят, малките тежат средно около 30 kg.
Тялото е масивно; имат приплесната хоризонтално опашка. Очите им са малки и раздалечени. Горната устна е голяма и в някои отношения наподобява къс хобот. Ламантините я използват за събиране на храна, а също и при общуване. Издават разнообразни звуци. Голяма част от деня прекарват в сън. Обикновено излизат на повърхността да дишат на около 4 минути, но когато си почиват, могат да останат до 20 минути под водата.
Като цяло ламантините са неагресивни, бавноподвижни животни. Обикновено плуват със скорост от около 5 – 8 km/h, но за кратки разстояния могат да развиват и към 25 km/h. Наблюдения са показали, че ламантините могат да изминат до 80 km на ден. Обитават предимно топли плитки крайбрежни води и не могат да оцелеят при температури под 15 °C (288 K; 60 °F).

### Живот в плен
Най-старият ламантин, роден и отгледан в плен, е от мъжки пол и е известен под името Снуути (Snooty). Той е роден в Аквариума в Маями (Miami Aquarium) на 21 юли 1948 г. и от 1949 г. живее в Музея в Южна Флорида (South Florida Museum). 

## Видове и разпространение
Ламантините обитават реките и крайбрежните зони на Карибско море и Мексиканския залив (видът T. manatus), басейна на река Амазонка (T. inunguis) и Западна Африка (T. senegalensis). Изследвания на животни в района на Флорида (от вида T. manatus) дават сведения, че продължителността на живота им е до ок.60 години и свободно се движат във води с различна соленост. За разлика от тях, обитаващите басейна на Амазонка (T. inunguis) не излизат в солени води. Африканските ламантини (T. senegalensis) са най-слабо изследвани. Срещат се в крайбрежните райони и в сладководните речни системи в западната част на континента.

## Размножаване
Обикновено, след като достигнат полова зрялост на 4 до 7-годишна-възраст, женските раждат едно малко веднъж на около две-три години. Гестационният период при ламантините продължава около 12 месеца. Малките се отбиват след около 12 до 18 месеца. Като цяло ламантините живеят самостоятелно поотделно освен по време на размножителния период и по време на отглеждането на малкото от майката. 

## Хранене
Ламантините са растителноядни животни. Хранят се с над 60 различни растителни видове и водорасли. Има сведения за ламантини, които изяждат малки количества риба.. Имат само кътници, които се регенерират през целия им живот – преместват се напред с около 1 мм на месец и постепенно се изхабяват, като биват заместени от нови в задната част на устата.

## Природозащитен статус
Макар че имат сравнително малко естествени врагове (крокодили, акули), и трите вида ламантини са в списъка с природнозащитни статуси на Международен съюз за защита на природата в категория „уязвим вид“. Сблъсък с плавателно средство е сред най-сериозните заплахи за живота на ламантините.  Сред другите обичайни причини за смъртта са: замърсяване на естествената им среда, незаконно ловуване, естествени причини.